# Овечкина, Татьяна Николаевна
Татья́на Никола́евна Ове́чкина (урожд. Кабаева; род. 19 марта 1950, Москва) — советская баскетболистка, двукратная олимпийская чемпионка, чемпионка мира и Европы, баскетбольный тренер. Заслуженный мастер спорта СССР (1975). Заслуженный тренер России (1998). 
Выступала за «Динамо» Москва (1967—1982).
Окончила МОГИФК.

## Биография
Родилась в рабочей семье. Отец был шофёром, мама работала на фабрике.
С 1970 года — член сборной СССР по баскетболу.
- Двукратная олимпийская чемпионка (1976, 1980)
- Чемпионка мира (1975)
- 6-кратная чемпионка Европы (1970, 1972, 1974, 1976, 1978, 1980)
- 2-кратная чемпионка Универсиад 1973, 1977
- Серебряный призёр чемпионата СССР 1977, бронзовый — 1978, 1979.

Работала главным тренером женского «Динамо» (Москва). Чемпион России: 1998, 1999, 2000 и 2001 годов, бронзовый призёр чемпионата России: 2002. Финалист Евролиги сезона 1999/2000.
С 2003 года отошла от активной тренерской деятельности.
Муж — футболист Михаил Овечкин (1951—2023). Трое сыновей: старший Сергей (1971—1995, погиб в автокатастрофе в возрасте 24 лет), средний Михаил (род. 1972), младший Александр (род. 1985) — хоккеист.

## Награды
- Орден «Знак Почёта» (1976)
- Орден Дружбы народов (1980)
- Орден Дружбы (1998)
- Медаль ордена «За заслуги перед Отечеством» II степени (2013)[2]